# Akkoord van Straatsburg
Het Akkoord van Straatsburg uit 1675 is de eerste internationale overeenkomst ter bestrijding van chemische wapens. Het verdrag werd ondertekend door vertegenwoordigers van Frankrijk en het Heilige Roomse Rijk, en werd in het leven geroepen naar aanleiding van het gebruik van vergiftigde kogels. Het verdrag werd gesloten te Straatsburg op 27 augustus 1675. De volgende belangrijke internationale overeenkomst met betrekking tot chemische wapens zou pas in 1925 worden gesloten in de vorm van het Protocol van Genève.
In oktober 2015 werd het document met de handtekeningen van de vertegenwoordigers van de verdragsluitende partijen tentoongesteld ter gelegenheid van de 340ste verjaardag van het Akkoord in een expositie in de delegates lounge van het hoofdkwartier van de Organisation for the Prohibition of Chemical Weapons in Den Haag.